# Flughafen Kathmandu

i8
i11
i13

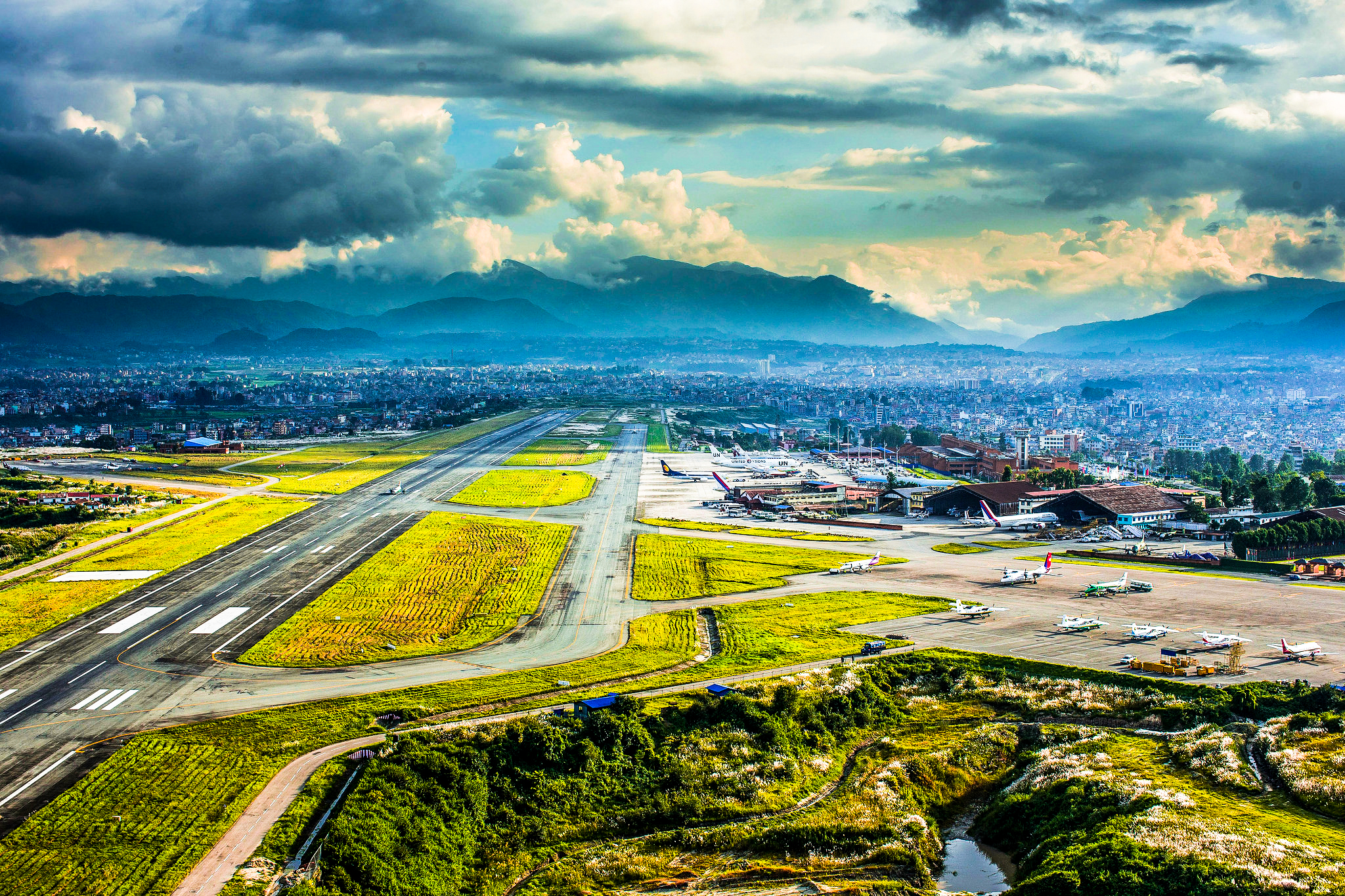
Kathmandutal mit Flughafen

Der Flughafen Kathmandu (Nepali त्रिभुवन अन्तर्राष्ट्रिय विमानस्थल, englisch Kathmandu International Airport oder auch Tribhuvan International Airport, TIA, IATA-Code: KTM, ICAO-Code: VNKT) in Kathmandu ist neben den erst kürzlich fertiggestellten Plätzen in Siddharthanagar sowie Pokhara der größte von Nepals drei internationalen Verkehrsflughäfen.

## Geschichte
Der Flughafen hieß ursprünglich (1949) Gauchaur Airport wegen der dort grasenden Kühe. Noch im selben Jahr wurden Linienflüge mit Propellermaschinen nach Delhi, Patna und Kalkutta aufgenommen. Das Jahr 1952 sah die ersten Linienflüge innerhalb Nepals. Im Jahr 1957 wurde die Graspiste durch eine Asphaltschicht ersetzt, die jedoch im Jahr 1964 durch die heutige Start- und Landebahn mit einer Länge von 2000 m ersetzt wurde; im Jahr 1974 wurde diese auf 3050 m verlängert, um sie für die neuen Düsenjets geeigneter und sicherer zu machen. Nach mehreren Unfällen in den 1990er-Jahren wurden (neue) Radarsysteme installiert.
Im August 2013 musste die einzige Start- und Landebahn des Flughafens auf unbestimmte Zeit für Großraumflugzeuge gesperrt werden, da die baufällige Piste deren Gewichtsbelastung nicht mehr standhielt. Anfang 2014 wurden die internationalen Flüge wieder aufgenommen.

## Verbindungen
Neben den Inlandsflügen (Pokhara, Biratnagar) gibt es zahlreiche Verbindungen zu internationalen Zielen, meist in Asien, wenige in Europa. Die staatliche Fluggesellschaft Nepals, Nepal Airlines, betreibt hier ihr Drehkreuz, und fliegt neben inner-nepalesischen Zielen auch einige in Asien an.
Außer Nepal Airlines haben folgende Fluggesellschaften ihr Drehkreuz in Kathmandu:
- Buddha Air
- Guna Airlines (fliegt innernepalesisch)
- Himalaya Airlines
- Saurya Airlines (fliegt innernepalesisch)
- Shree Airlines (fliegt innernepalesisch)
- Sita Air (fliegt innernepalesisch)
- Yeti Airlines sowie ihre Tochtergesellschaft Tara Air (beide innernepalesisch)

## Zwischenfälle
Der Flughafen Kathmandu zählt – trotz verbesserter Technik – bei schlechter Sicht immer noch zu den gefährlicheren Flugplätzen der Welt.
- Am 15. Mai 1956 setzte eine Douglas DC-3/C-47A-20-DK der Indian Airlines (Luftfahrzeugkennzeichen VT-DBA) bei der Landung auf dem Flughafen Kathmandu mit weit überhöhter Geschwindigkeit auf, sprang wieder hoch und geriet in einen Strömungsabriss. Zwar wurde Vollgas gegeben, doch war die verbleibende Landebahnlänge für eine sichere Landung unzureichend. Die Maschine überrollte das Landebahnende, stürzte einen steilen Abhang hinunter und wurde irreparabel beschädigt. Von den 33 Insassen kamen 14 Passagiere ums Leben, außerdem wurde eine Person am Boden getötet.[2]
- Am 24. März 1958 wurde eine Douglas DC-3/C-47A-85-DL der Indian Airlines (VT-CYN) 25 Kilometer vor dem Zielflughafen Kathmandu ins Gelände geflogen. Die Piloten waren in ein falsches Tal eingeflogen. Beim Versuch zu wenden kam es zum Strömungsabriss und Absturz. Durch diesen CFIT (Controlled flight into terrain) wurden alle 20 Insassen getötet, vier Besatzungsmitglieder und 16 Passagiere.[3]
- Am 13. September 1972 wurde eine Douglas DC-3/C-47A-45-DL der Streitkräfte Nepals (9N-RF10) bei Panchkhal (Nepal), 25 Kilometer östlich des Startflughafens Kathmandu, in Hochspannungsleitungen geflogen und stürzte ab. Bei diesem CFIT (Controlled flight into terrain) wurden alle 31 Insassen getötet, vier Besatzungsmitglieder und 27 Passagiere.[4]
- Am 10. Mai 1973 verunglückte eine Douglas DC-8-30 der Thai Airways International (HS-TGU) bei der Landung auf dem Flughafen Kathmandu. Sie schoss nach spätem Aufsetzen über das Ende der Landebahn hinaus, wobei ein Mensch am Boden ums Leben kam. Das Flugzeug wurde zerstört.[5]
- Am 31. Juli 1992 mussten die Piloten eines Airbus A310-300 der Thai Airways (HS-TID) den Landeanflug auf den Flughafen Kathmandu abbrechen, nachdem eine Fehlfunktion der für diesen Flughafen zwingend notwendigen Landeklappen auftrat. Als die Störung behoben werden konnte, waren einige Flugmanöver für einen erneuten Anflug in dem bergigen Gelände erforderlich. Aufgrund unzureichender Kommunikation mit der Flugsicherung und folgenden Navigationsfehlern flog die Maschine gegen einen Berg, wobei alle 113 Insassen (99 Passagiere und 14 Besatzungsmitglieder) ums Leben kamen. Die Unfallursache war ein Controlled flight into terrain (CFIT). Dies war der erste Totalverlust eines Airbus A310 (siehe auch Thai-Airways-Flug 311).[6]
- Am 28. September 1992 wurde ein Airbus A300B4 (AP-BCP) der Pakistan International Airlines beim Landeanflug auf den Flughafen Kathmandu in einen Berg geflogen. Alle 167 Insassen wurden getötet. Auch hier war die Unfallursache ein Controlled flight into terrain (CFIT) (siehe auch Pakistan-International-Airlines-Flug 268).[7]
- Am 7. Juli 1999 wurde eine Boeing 727-243(F) der Hinduja Cargo Services (VT-LCI) fünf Minuten nach dem Start vom Flughafen Kathmandu in eine Hügelkette etwa 15 Kilometer südlich des Startflughafens geflogen und vollständig zerstört. Die Maschine auf dem im Namen der Lufthansa Cargo durchgeführten Lufthansa-Flug 8533 stieg nach dem Abheben in einer zu flach ausgeführten Kurve nur unzureichend und kollidierte in einer Höhe von 7.550 Fuß mit dem Gelände. Alle fünf Besatzungsmitglieder kamen ums Leben. Hauptursachen waren die Nichteinhaltung des vorgeschriebenen Abflugverfahrens, das mangelhafte Briefing durch den Kapitän, ungenügende Koordination innerhalb der Cockpit-Crew und die viel zu langsame Reaktion auf die wiederholten Warnungen des Ground Proximity Warning Systems (Bodenannäherungs-Warnsystem) (siehe auch Lufthansa-Cargo-Flug 8533).[8][9]
- Am 5. September 1999 wurde eine Hawker Siddeley HS 748-501 2B der nepalesischen Necon Air (9N-AEG) unterwegs von Pokhara zum Flughafen Kathmandu etwa 15 Kilometer westlich davon gegen einen Funkturm geflogen. Das Flugzeug stürzte in einen Wald. Bei diesem CFIT (Controlled flight into terrain) wurden alle 15 Insassen getötet, fünf Crewmitglieder und 10 Passagiere.[10]
- Am 25. September 2011 wurde nach einem Rundflug über dem Himalaya eine Beechcraft 1900D der Buddha Air (9N-AEK) kurz vor der Landung auf dem Flughafen Kathmandu gegen einen Hügel geflogen. Zur Zeit des Absturzes herrschten niedrige Wolken. Alle 16 Passagiere und 3 Besatzungsmitglieder kamen dabei ums Leben.[11]
- Am 28. September 2012 stürzte eine Dornier 228-200 der Sita Air (9N-AHA) auf dem Flug nach Lukla nach dem Start etwa 500 Meter vom Flughafen Kathmandu entfernt ab. Bei dem Unfall starben alle 19 Insassen. Ein von den Piloten unbemerkter Schubverlust führte zum Kontrollverlust und Absturz.[12]
- Am 4. März 2015 kam ein Airbus A330-300 auf dem Turkish Airlines Flug 726 bei der Landung am Flughafen Kathmandu neben der Piste zum Stehen. Von den 224 Passagieren und Besatzungsmitgliedern kam niemand zu Schaden.[13] Da es Nepal an entsprechendem Räumungsgerät fehlt und dieses aus Indien herbeigeschafft werden musste, war der Flughafen von Kathmandu für 72 Stunden geschlossen.[14] Das Flugzeug musste abgeschrieben werden und wurde im Jahr 2017 zu einem Museum umgebaut.[15]
- Am 12. März 2018 verunfallte eine De Havilland DHC-8-400 der US-Bangla Airlines (S2-AGU) bei der Landung auf dem Flughafen Kathmandu, 52 Menschen starben bei dem Unfall (siehe auch US-Bangla-Airlines-Flug 211).[16][17]

- Am 24. Juli 2024 verunfallte eine Canadair CRJ200 (9N-AME) der nepalesischen Saurya Airlines beim Start vom Flughafen Kathmandu zu einem Test- oder Wartungsflug ohne Passagiere nach Pokhara. Sie kam um 11.15 Ortszeit (UTC+5:45) (5.30 UTC) noch auf der Start- und Landebahn ins Schleudern, fing Feuer und brannte aus. Nur der Kapitän konnte aus der brennenden Maschine gerettet werden, alle anderen Insassen, Crew und ein Techniker, darunter ein Ausländer, starben (siehe auch Flugunfall einer Bombardier CRJ200 der Saurya Airlines in Kathmandu).[18][19]